# Chiesa dei Santi Francesco e Giustina
La chiesa dei Santi Francesco e Giustina è un edificio religioso sito nel centro storico di Rovigo, capoluogo dell'omonima provincia del Veneto e del territorio del Polesine.
Edificata tra la fine del XIII e l'inizio del XIV secolo per soddisfare le esigenze religiose dell'adiacente e ormai scomparso convento francescano, del quale rimangono tracce nella casa canonica, e dedicata inizialmente a san Francesco d'Assisi, ha assunto l'attuale intitolazione, aggiungendo anche quella di Santa Giustina, vergine e martire, dopo la demolizione della chiesa di santa Giustina per far posto all'attuale piazza Garibaldi. L'edificio originale, di impostazione gotica, subì profonde ristrutturazioni che, notevolmente ingrandito, mutò anche la posizione della facciata, ora di gusto neoclassico, che ne caratterizza l'attuale aspetto.
Nella suddivisione territoriale della chiesa cattolica, è collocata nel vicariato di Rovigo, a sua volta parte della diocesi di Adria-Rovigo, ed è sede parrocchiale.

## Storia
Il primo corpo della chiesa di San Francesco fu costruito tra il 1297 e il 1300 in stile gotico, era a navata singola, aveva cinque cappelle absidali e la facciata dava sull'odierna via Silvestri. Si trattava della chiesa annessa al convento dei francescani, costruito su disposizione testamentaria di Obizzo II d'Este, morto nel 1293. Nel 1413 la chiesa fu ampliata con una navata sulla destra comprendente cinque cappelle comunicanti.
Il campanile fu costruito nel 1520 e l'abside centrale fu ulteriormente allungata nel 1533. Nei secoli successivi, questa chiesa primitiva fu arricchita dai rodigini per un totale di 17 altari e si racconta che fosse ornata da opere d'arte meravigliose. Durante l'età napoleonica il convento fu soppresso; la chiesa fu spogliata e profanata il 27 settembre 1797. Riaperta al culto il 2 febbraio 1799, l'11 aprile 1806 fu eretta sede parrocchiale in sostituzione dell'antica chiesa di Santa Giustina e dedicata ai Santi Francesco e Giustina.
L'edificio attuale è il risultato di una ristrutturazione iniziata il 13 maggio 1827, che ha completamente stravolto lo stile dell'edificio originario, inglobandolo nell'attuale transetto; il 7 maggio 1837 la chiesa fu consacrata al culto. La facciata fu costruita successivamente, tra il 1853 e il 1896, sull'attuale sagrato. Era ornata con cinque statue, che furono rimosse alla fine degli anni 1960. Il 6 luglio 1914 fu finalmente stabilito il fonte battesimale, richiesto al vicario generale dal parroco di Santa Giustina nel 1603, più di trecento anni prima.

## L'interno della chiesa

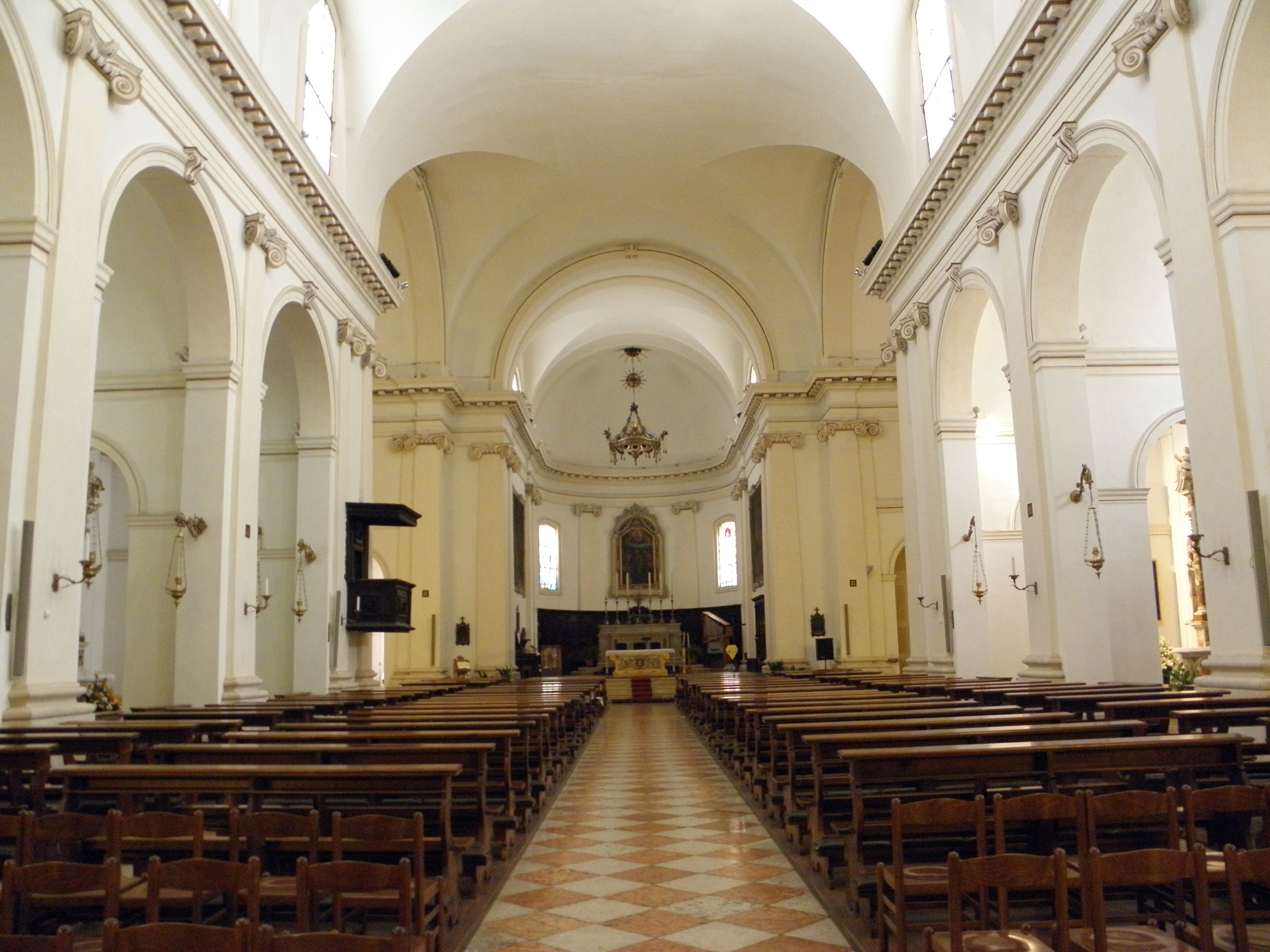
L'interno

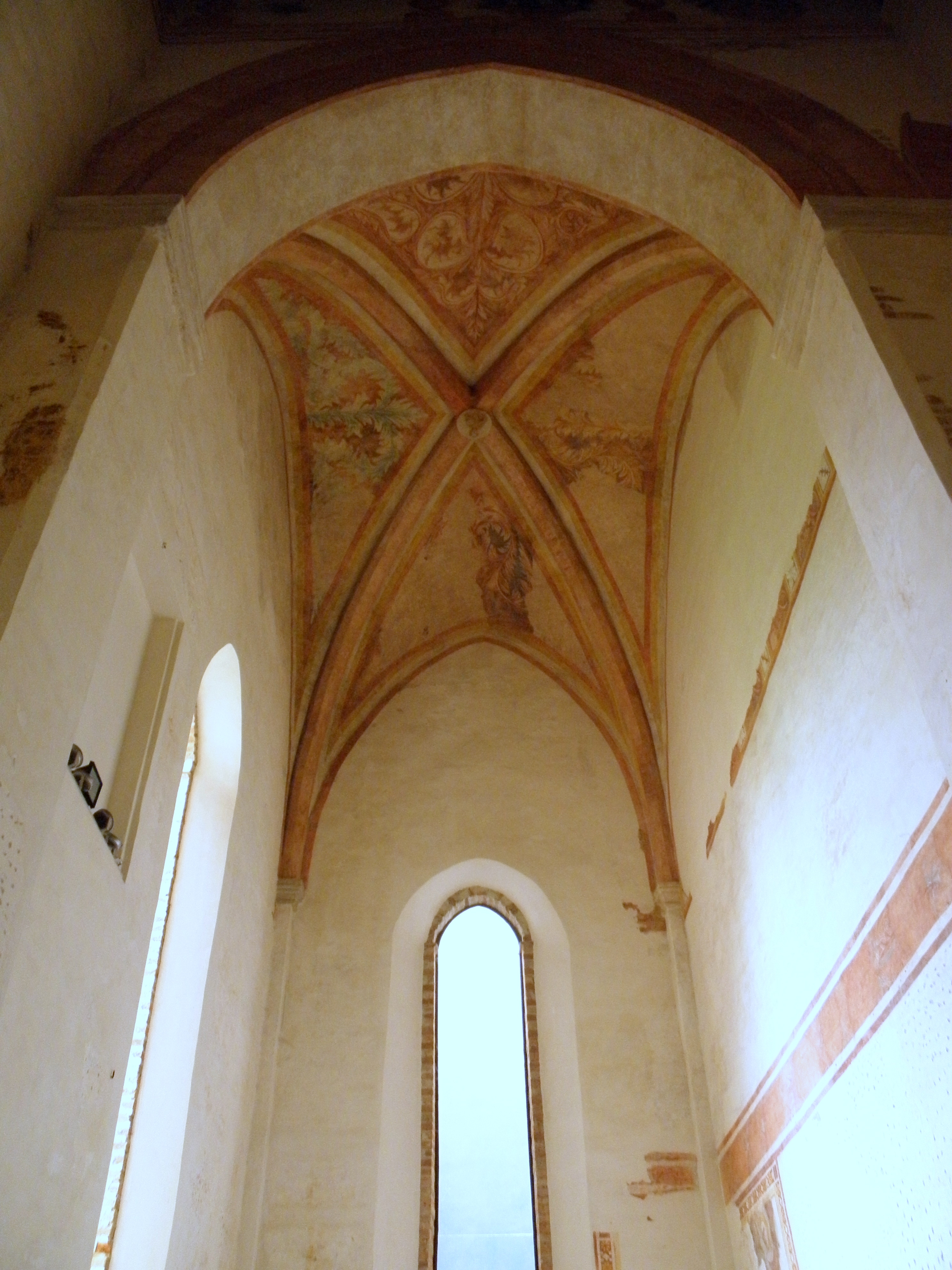
La volta gotica affrescata che si trova a sinistra dell'attuale abside, una delle poche testimonianze dell'arte gotica rodigina arrivate ai nostri giorni.

### Altare di San Lorenzo
È degna di nota, al terzo altare destro, una statua marmorea di Giovanni Marchiori raffigurante San Lorenzo martire, proveniente dall'oratorio, oggi demolito, che si trovava in località Spianata di Borsea.

### Altare della Pietà
Al terzo altare sinistro è presente una elegante Pietà attorniata da santi, opera dello scultore Tullio Lombardo del 1526.

### Altre opere
- La Madonna in trono tra i Santi Pietro e Andrea, opera di Domenico Panetti successiva al 1505.[2]
- San Giovanni battezza Cristo, opera del Maestro dei Dodici Apostoli del 1542.[2]
- Santa Teresa di Lisieux in gloria di Pio Pullini (1926)
- Santa Rita da Cascia innanzi al Crocifisso di Pio Pullini (1927)

### Organo
In controfacciata è presente un organo a trasmissione pneumatica composto da una tastiera e una pedaliera costruito dall'organaro Annibale Pugina.